# 小島直記
小島 直記（こじま なおき、1919年5月1日 - 2008年9月14日）は、福岡県八女郡福島町（現・八女市福島）の生まれの小説家。経済人などの伝記小説で知られる。本名は小嶋直記。作家・小島英記は長男。

## 経歴
旧制福岡高等学校卒業。東京帝国大学経済学部商業学科を卒業後、海軍短期現役第10期生として海軍主計大尉で終戦。戦後、私立八女津女子高等学校（現在の八女学院高等学校）や、母校でもある八女中学校（現在の福岡県立八女高等学校）で社会科の教師として教鞭を取り、詩人の松永伍一を教えたこともある。経済調査官を経て、1949年ブリヂストンに入社。社内報編集や社史編さんなどに従事。
学生時代から同人雑誌「こおろ」(のち「こをろ」と改称)に参加し、1956年「人間勘定」で第34回芥川賞候補。1966年にブリヂストンを退社し、作家専業となる。1967年に『週刊現代』に連載した『小説三井物産』は、1981年に講談社文庫で企業情報小説シリーズとして刊行され、上下巻で20万部を売り上げるヒットとなった。
1975年の『選択』創刊号から連載したコラム「古典からのめっせいじ」が人気となり、『出世を急がぬ男たち』『回り道を選んだ男たち』など"男たち"シリーズとして単行本化。明治時代以降の人物の伝記として、松永安左エ門を描いた『まかり通る』や、『三井物産初代社長』『岡本喜太郎伝』『岡本豪夫伝』『斬人斬馬剣 古島一雄の青春』など、『小島直記伝記文学全集』全15巻がある。
1983年に、駿河銀行によって静岡県長泉町に小島伝記文学館が設立される。1984年から静岡県三島市に居住していた。逗子市で若い世代を中心にした勉強会「小島塾」を開講していた。1990年、第2回安岡正篤賞を受賞。

## 著書
- 人間の椅子 （鱒書房 1956年）
- 夜の顔 （四季社 1957年）
- 第三の死角 （小壷天書房 1958年）
- 銭の壁 （小壷天書房 1959年）
- 遠い女 （東都書房 1960年）
- 隠れた顔 （東都書房 1961年）
- 株式会社物語 （全3巻 河出書房新社 1962年19-63年）
- 三井家の人びと 現代に生きる平家物語 （光文社（カッパ・ビジネス） 1963年）
- Uターン （学習研究社 1963年）
- サラリーマン先人訓 （日本経済新聞社 1965年 「ビジネスマン先人訓」集英社文庫）
- 日本を震撼させた経済事件 （至誠堂新書 1965年）
- 大久保利通 （至誠堂新書 1965年）
- 日本さらりーまん外史 （正続 日本経済新聞社 1966年-1967年）
- 池田成彬 富と銃剣 （人物往来社（近代人物叢書） 1967年）
- 岡野喜太郎伝 （フジ出版社 1967年）
- 福沢山脈 （河出書房 1967年 のち河出文庫、致知出版社上下 1998年）
- 鮎川義介伝 赤い夕陽の昭和史 （日本経営出版会 1967年）
- 人材水脈 日本近代化の主役と裏方 （日本経済新聞社 1969年 のち中公文庫）
- 小説三井物産 （講談社 1969年 のち文庫）
- 風貌姿勢 伝記における人間像 （ダイヤモンド社 1970年）
- 極道 （毎日新聞社 1971年 のち中公文庫）
- 青雲 小林一三の青年時代 （評論新社 1971年）
- 先人群像 伝記とその周辺 （カルチャー出版社 1972年）
- 桃介・独立のすすめ 福沢諭吉直伝サラリーマン立身術 （新評社 1972年）
- 青春・都の西北 （新潮社 1973年）
- まかり通る 電力の鬼・松永安左エ門 （毎日新聞社 1973年 のち新潮文庫、東洋経済新報社　2003年）
- 無冠の男 （新潮社 1975年 のち文庫）
- 小泉三申 政友会策士の生涯 （中公新書 1976年）
- 風の爪あと （毎日新聞社 1976年）
- ヨーロッパ《碁苦楽》旅行 （毎日新聞社 1976年）
- 硬派の男 経営リーダーとしての明治人 （実業之日本社・新書 1977年）
- 洋上の点 森恪という存在 （中央公論社 1978年 のち中公文庫）
- 異端の言説・石橋湛山 （新潮社 1978年 東洋経済新報社 2004年）
- 大過渡期 大正を動かした男たち （新潮社 1979年）
- 東京海上ロンドン支店 （新潮社 1980年 のち文庫）
- 一期の夢 小説・福地桜痴 （実業之日本社 1980年 のち集英社文庫）
- ヨーロッパ旧婚旅行 （ダイヤモンド社 1980年 のち中公文庫）
- エンジン一代 山岡孫吉伝 （ダイヤモンド社 1980年 のち集英社文庫）
- 松永安左エ門の生涯 （「松永安左エ門伝」刊行会 1980年）
- 出世を急がぬ男たち （新潮社 1981年 のち文庫）
- 三井物産初代社長 （中央公論社 1981年 のち文庫）
- 福沢諭吉 （学習研究社（歴史小説シリーズ） 1981年）
- マルクスとライファイゼン （家の光協会 1982年）
- 野村王国を築いた男 奥村綱雄のトコトン人生 （実業之日本社 1982年 のち集英社文庫）
- 剣客豹変 小説土居通夫伝 （PHP研究所 1982年）
- 花よりワイン ヨーロッパ還暦旅行 （実業之日本社 1983年）
- 疑獄 （潮出版社 1983年）
- 私の『言志四録』 人生を読む旅 （実業之日本社 1983年 致知出版社 2006年）
- 夕陽を知らぬ男たち 彼らはいかに生きたか （正続 旺文社文庫 1983年）
- 鬼才縦横 評伝・小林一三 （PHP研究所 1983年 のち文庫全3巻）
- 逆境を愛する男たち （新潮社 1984年 のち文庫）
- 君子の交わり紳士の嗜み （新潮社 1985年）
- 志に生きた先師たち （新潮社 1985年 のち文庫）
- 創業者・石橋正二郎 ブリヂストン経営の原点 （新潮文庫 1986年）
- 経営者名言集 仕事の活力源 （有楽出版社 1986年）
- 小島直記伝記文学全集 （全15巻 中央公論社 1986年-1987年）
- 回り道を選んだ男たち （新潮社 1987年 のち文庫）
- 斬人斬馬剣 古島一雄の青春 （中央公論社 1988年 のち中公文庫）
- 販売戦略の先駆者 鈴木三郎助の生涯 （中央公論社 1989年）
- 伝記に学ぶ人間学 講話録 （竹井出版 1989年）
- 日本策士伝 資本主義をつくった男たち （中央公論社 1989年 のち中公文庫）
- 一以て之を貫く 創業者安田理雄と三光グループ 三光グループ社史編纂委員会 1989年）
- 人生まだ七十の坂 （新潮社 1990年 のち新潮文庫）
- 晩節の光景 松永安左ヱ門の生涯 （図書出版社 1990年）
- 坂本繁二郎伝 （八女市 1991年）
- 人間的強さの研究 （竹井出版 1991年）
- スキな人キライな奴 （新潮社 1991年 のち新潮文庫）
- 読書尚友のすすめ 良き友と出会い、良き書とめぐり会う喜び （致知出版社 1992年）
- 鬼よ、笑え 「旅の夏」「ガンの夏」日記 （新潮社 1992年）
- 老いに挫けぬ男たち （新潮社 1993年 のち新潮文庫）
- 人間・出会いの研究 （新潮社 1994年 のち新潮文庫）
- 志 かつて日本にあったもの （新潮社 1995年）
- 哲学を始める年齢 （実業之日本社 1995年）
- 遠い母 1985年・秋・フランス （実業之日本社 1996年）
- 「断章」仏蘭西紀行 （実業之日本社 1998年）
- 人間の運命 （致知出版社 1999年）
- 一燈を提げた男たち （新潮社 1999年 のち新潮文庫）

## 翻訳
- ある愛欲の生涯 ドン・ジュアンとカサノヴァ （フェリシアン・マルソオ 大日本雄弁会講談社（ミリオン・ブックス） 1957年）
- 青春の手紙 （サン・テクジュペリ 大日本雄弁会講談社 1957年）
- 信念と腕力 限界を打破する企業家の精神 （ジョージ・ギルダー 新潮社 1986年）
- リーダーシップの王道 （ウォーレン・ベニス、バート・ナナス 新潮社 1987年、ベストセラー）